# Vòng loại giải vô địch bóng đá nữ CONCACAF 2022
Vòng loại Giải vô địch bóng đá nữ CONCACAF 2022, còn được gọi là Vòng loại CONCACAF W, là một giải đấu bóng đá nữ do các đội tuyển nữ quốc gia cấp cao của các hiệp hội thành viên của CONCACAF tranh tài để quyết định các đội tham dự Giải vô địch bóng đá nữ CONCACAF 2022. Các trận đấu vòng loại hiện đang diễn ra vào tháng 2 và tháng 4 năm 2022. Tổng cộng sáu đội trong cuộc thi vòng loại sẽ tiến tới giải đấu cuối cùng, tham gia cùng Canada và Hoa Kỳ, những đội được xếp hạng cao nhất. Giải vô địch CONCACAF W 2022 đóng vai trò là CONCACAF vòng loại của Giải vô địch bóng đá nữ thế giới 2023 ở Úc và New Zealand, cũng như giải bóng đá tại Thế vận hội Mùa hè 2024 ở Pháp.

## Các đội tham dự
| Tự động vòng loại | Các đội tham dự vòng loại |
| ----------------- | --- |
| - Canada - Hoa Kỳ | - Anguilla - Antigua và Barbuda - Aruba - Barbados - Belize - Bermuda - Quần đảo Virgin thuộc Anh - Quần đảo Cayman - Costa Rica - Cuba - Curaçao - Dominica - Cộng hòa Dominica - El Salvador - Grenada - Guatemala - Guyana - Haiti - Honduras - Jamaica - México - Nicaragua - Panama - Puerto Rico - Saint Kitts và Nevis - Saint Vincent và Grenadines - Suriname - Trinidad và Tobago - Quần đảo Turks và Caicos - Quần đảo Virgin thuộc Mỹ |

| - Bahamas - Bonaire - Guyane thuộc Pháp - Guadeloupe - Martinique - Montserrat - Saint Lucia |

## Hạt giống
Lễ bốc thăm vòng loại diễn ra vào ngày 21 tháng 8 năm 2021, 15:00 EDT, tại Miami, Florida, Hoa Kỳ.
| Hạt giống trước | Nhóm 1 | Nhóm 2 | Nhóm 3 | Nhóm 4 |
| --- | --- | --- | --- | --- |
| - México (28) (A1) - Costa Rica (36) (B1) - Jamaica (51) (C1) - Panama (60) (D1) - Haiti (62) (E1) - Trinidad và Tobago (70) (F1) | - Guatemala (80) - Guyana (88) - Cuba (89) - Puerto Rico (107) - Cộng hòa Dominica (110) - El Salvador (113) | - Honduras (117) - Nicaragua (118) - Suriname (129) - Saint Kitts và Nevis (134) - Barbados (138) - Bermuda (139) | - Saint Vincent và Grenadines (146) - Dominica (148) - Grenada (151) - Quần đảo Virgin thuộc Mỹ (155) - Belize (158) - Antigua và Barbuda (160) | - Curaçao (162) - Aruba (165) - Anguilla (NR) - Quần đảo Virgin thuộc Anh (NR) - Quần đảo Cayman (NR) - Quần đảo Turks và Caicos (NR) |

Ghi chú
- NR: Chưa được xếp hạng

## Lịch thi đấu
Dưới đây là lịch thi đấu vòng loại Giải vô địch bóng đá nữ CONCACAF 2022.
Vào ngày 8 tháng 10 năm 2021, CONCACAF thông báo rằng cửa sổ trận đấu đầu tiên bị hoãn lại từ tháng 11 năm 2021 đến tháng 2 năm 2022 do những thách thức với việc di chuyển đến và trong một số quốc gia nhất định do hậu quả của đại dịch COVID-19. Ngoài ra, ngày thi đấu vòng loại cũng đã được công bố.
| Vòng       | Trận  | Ngày                |
| ---------- | ----- | ------------------- |
| Ngày đấu 1 | 2 v 4 | 16 tháng 2 năm 2022 |
| Ngày đấu 1 | 1 v 3 | 17 tháng 2 năm 2022 |
| Ngày đấu 1 | 5 v 2 | 19 tháng 2 năm 2022 |
| Ngày đấu 1 | 4 v 1 | 20 tháng 2 năm 2022 |
| Ngày đấu 1 | 3 v 5 | 22 tháng 2 năm 2022 |
| Ngày đấu 2 | 4 v 5 | 6 tháng 4 năm 2022  |
| Ngày đấu 2 | 2 v 3 | 8 tháng 4 năm 2022  |
| Ngày đấu 2 | 5 v 1 | 9 tháng 4 năm 2022  |
| Ngày đấu 2 | 3 v 4 | 12 tháng 4 năm 2022 |
| Ngày đấu 2 | 1 v 2 | 12 tháng 4 năm 2022 |

## Các bảng

### Bảng A
| VT | Đội                | ST | T | H | B | BT | BB | HS  | Đ  | Giành quyền tham dự                   |      | México | Puerto Rico | Suriname | Antigua và Barbuda | Anguilla |
| -- | ------------------ | -- | - | - | - | -- | -- | --- | -- | ------------------------------------- | ---- | ------ | ----------- | -------- | ------------------ | -------- |
| 1  | México             | 4  | 4 | 0 | 0 | 31 | 0  | +31 | 12 | Giải vô địch bóng đá nữ CONCACAF 2022 |      | —      | 3–0         | 9–0      | —                  | —        |
| 2  | Puerto Rico        | 4  | 3 | 0 | 1 | 15 | 3  | +12 | 9  |                                       |      | —      | —           | 2–0      | 4–0                | —        |
| 3  | Suriname           | 4  | 2 | 0 | 2 | 10 | 12 | −2  | 6  |                                       | —    | —      | —           | 5–1      | 5–0                |          |
| 4  | Antigua và Barbuda | 4  | 1 | 0 | 3 | 2  | 17 | −15 | 3  |                                       | 0–8  | —      | —           | —        | 1–0                |          |
| 5  | Anguilla           | 4  | 0 | 0 | 4 | 0  | 26 | −26 | 0  |                                       | 0–11 | 0–9    | —           | —        | —                  |          |

| Puerto Rico                                        | 4–0                                 | Antigua và Barbuda |
| -------------------------------------------------- | ----------------------------------- | ------------------ |
| - C. Torres 15', 45' · - Suárez 22' - Socarrás 51' | Chi tiết (FIFA) Chi tiết (CONCACAF) |                    |

| México | 9–0                                 | Suriname |
| --- | ----------------------------------- | -------- |
| - Mayor 9' - Martínez 24', 33' - García 45+2', 48' - Bernal 62' - Jaramillo 75' - Reyes 88' - Cervantes 89' | Chi tiết (FIFA) Chi tiết (CONCACAF) |          |

| Anguilla | 0–9                                 | Puerto Rico                                                                                                |
| -------- | ----------------------------------- | --- |
|          | Chi tiết (FIFA) Chi tiết (CONCACAF) | - K. Johnson 7' - Socarrás 37', 57', 64', 71' - Carty 39' (l.n.) - Driesse 42', 90+1' - Suárez 75' (ph.đ.) |

| Antigua và Barbuda | 0–8                                 | México |
| ------------------ | ----------------------------------- | --- |
|                    | Chi tiết (FIFA) Chi tiết (CONCACAF) | - Mayor 24', 33' (ph.đ.) - Bernal 27' - Cervantes 43' - Martínez 61' - Reyes 64' - Jaramillo 76' - Delgadillo 90+6' |

| Suriname                                                          | 5–0                                 | Anguilla |
| ----------------------------------------------------------------- | ----------------------------------- | -------- |
| - van Ommeren 25', 38', 49' - Lantveld 57' - Banarsie 61' (ph.đ.) | Chi tiết (FIFA) Chi tiết (CONCACAF) |          |

| Antigua và Barbuda | 1–0                                 | Anguilla |
| ------------------ | ----------------------------------- | -------- |
| - Jacobs 27'       | Chi tiết (FIFA) Chi tiết (CONCACAF) |          |

| Puerto Rico                  | 2–0                                 | Suriname |
| ---------------------------- | ----------------------------------- | -------- |
| - Driesse 17' - Aguilera 66' | Chi tiết (FIFA) Chi tiết (CONCACAF) |          |

| Anguilla | 0–11                                | México |
| -------- | ----------------------------------- | --- |
|          | Chi tiết (FIFA) Chi tiết (CONCACAF) | - Cervantes 3', 9', 56' - Reyes 15' - Mayor 39' - Montero 53' - Ordóñez 57', 68' - López 63' - Martínez 75' (ph.đ.), 88' |

| Curaçao | 0–4                                 | Costa Rica                                         |
| ------- | ----------------------------------- | -------------------------------------------------- |
|         | Chi tiết (FIFA) Chi tiết (CONCACAF) | - R. Rodríguez 22', 28', 64' · - P. Chinchilla 57' |

| Suriname                                                                                        | 5–1                             | Antigua và Barbuda   |
| ----------------------------------------------------------------------------------------------- | ------------------------------- | -------------------- |
| - van Ommeren 27' (ph.đ.) - Lantveld 34' (ph.đ.) - Patra 36' - Ondaan 68' - Pique 90+4' (ph.đ.) | Report (FIFA) Report (CONCACAF) | - Jacobs 84' (ph.đ.) |

| México                                       | 3–0                                 | Puerto Rico |
| -------------------------------------------- | ----------------------------------- | ----------- |
| - Ovalle 13' - Martinez 15' - Delgadillo 19' | Chi tiết (FIFA) Chi tiết (CONCACAF) |             |

### Bảng B
| VT | Đội                      | ST | T | H | B | BT | BB | HS  | Đ  | Giành quyền tham dự                   |     | Costa Rica | Saint Kitts và Nevis | Guatemala | Curaçao | Quần đảo Virgin thuộc Mỹ |
| -- | ------------------------ | -- | - | - | - | -- | -- | --- | -- | ------------------------------------- | --- | ---------- | -------------------- | --------- | ------- | ------------------------ |
| 1  | Costa Rica               | 4  | 4 | 0 | 0 | 22 | 0  | +22 | 12 | Giải vô địch bóng đá nữ CONCACAF 2022 |     | —          | 7–0                  | 5–0       | —       | —                        |
| 2  | Saint Kitts và Nevis     | 4  | 3 | 0 | 1 | 13 | 9  | +4  | 9  |                                       |     | —          | —                    | —         | 5–1     | 6–0                      |
| 3  | Guatemala                | 4  | 2 | 0 | 2 | 16 | 7  | +9  | 6  |                                       | —   | 1–2        | —                    | —         | 9–0     |                          |
| 4  | Curaçao                  | 4  | 1 | 0 | 3 | 2  | 15 | −13 | 3  |                                       | 0–4 | —          | 0–6                  | —         | —       |                          |
| 5  | Quần đảo Virgin thuộc Mỹ | 4  | 0 | 0 | 4 | 0  | 22 | −22 | 0  |                                       | 0–6 | —          | —                    | 0–1       | —       |                          |

| Guatemala | 9–0                                 | Quần đảo Virgin thuộc Mỹ |
| --- | ----------------------------------- | ------------------------ |
| - Ramírez 25', 43' - Álvarez 44', 50' - Crawford 49' (l.n.) - Texaj 56' - Solórzano 66' - Monterroso 70' - Herrera 79' | Chi tiết (FIFA) Chi tiết (CONCACAF) |                          |

| Costa Rica | 7–0                                 | Saint Kitts và Nevis |
| --- | ----------------------------------- | -------------------- |
| - Benavides 16', 54' - P. Chinchilla 45' - Venegas 45+3' - Rodríguez 58' - Villalobos 60' - Alvarado 90+7' (ph.đ.) | Chi tiết (FIFA) Chi tiết (CONCACAF) |                      |

| Curaçao | 0–6                                 | Guatemala                                                                              |
| ------- | ----------------------------------- | -------------------------------------------------------------------------------------- |
|         | Chi tiết (FIFA) Chi tiết (CONCACAF) | - G. Aguilar 8' - Monterroso 32', 40' - Álvarez 63' - Cruz 84' (ph.đ.) - Contreras 89' |

| Quần đảo Virgin thuộc Mỹ | 0–6                                 | Costa Rica                                                                                    |
| ------------------------ | ----------------------------------- | --------------------------------------------------------------------------------------------- |
|                          | Chi tiết (FIFA) Chi tiết (CONCACAF) | - Alvarado 5' (ph.đ.) - R. Rodríguez 17', 44' - Venegas 24' - Herrera 65' - F. Villalobos 69' |

| Saint Kitts và Nevis                                        | 5–1                                 | Curaçao     |
| ----------------------------------------------------------- | ----------------------------------- | ----------- |
| - Stokes 2' - Browne 7' - Lawrence 23', 56' - Claxton 90+3' | Chi tiết (FIFA) Chi tiết (CONCACAF) | - Hansen 5' |

| Quần đảo Virgin thuộc Mỹ | 0–1                                 | Curaçao      |
| ------------------------ | ----------------------------------- | ------------ |
|                          | Chi tiết (FIFA) Chi tiết (CONCACAF) | - Tokaay 23' |

| Guatemala  | 1–2                                 | Saint Kitts và Nevis                        |
| ---------- | ----------------------------------- | ------------------------------------------- |
| - Cruz 49' | Chi tiết (FIFA) Chi tiết (CONCACAF) | - Bailey-Williams 20' (ph.đ.) - Claxton 71' |

| Curaçao | 0–4                                 | Costa Rica                                         |
| ------- | ----------------------------------- | -------------------------------------------------- |
|         | Chi tiết (FIFA) Chi tiết (CONCACAF) | - R. Rodríguez 22', 28', 64' · - P. Chinchilla 57' |

| Saint Kitts và Nevis                                                                  | 6–0                                 | Quần đảo Virgin thuộc Mỹ |
| ------------------------------------------------------------------------------------- | ----------------------------------- | ------------------------ |
| - Stokes 21' - Uddenberg 51' - Springer 57' - Claxton 65' - Browne 77' (ph.đ.), 90+3' | Chi tiết (FIFA) Chi tiết (CONCACAF) |                          |

| Costa Rica                                                       | 5–0                                 | Guatemala |
| ---------------------------------------------------------------- | ----------------------------------- | --------- |
| - P. Chinchilla 5', 64' - Salas 29' - Granados 52' - S. Cruz 85' | Chi tiết (FIFA) Chi tiết (CONCACAF) |           |

### Bảng C
| VT | Đội               | ST | T | H | B | BT | BB | HS  | Đ  | Giành quyền tham dự                   |     | Jamaica | Cộng hòa Dominica | Bermuda | Quần đảo Cayman | Grenada |
| -- | ----------------- | -- | - | - | - | -- | -- | --- | -- | ------------------------------------- | --- | ------- | ----------------- | ------- | --------------- | ------- |
| 1  | Jamaica           | 4  | 4 | 0 | 0 | 24 | 2  | +22 | 12 | Giải vô địch bóng đá nữ CONCACAF 2022 |     | —       | 5–1               | 4–0     | —               | —       |
| 2  | Cộng hòa Dominica | 4  | 3 | 0 | 1 | 15 | 5  | +10 | 9  |                                       |     | —       | —                 | 1–0     | —               | 9–0     |
| 3  | Bermuda           | 4  | 2 | 0 | 2 | 12 | 5  | +7  | 6  |                                       | —   | —       | —                 | 6–0     | 6–0             |         |
| 4  | Quần đảo Cayman   | 4  | 1 | 0 | 3 | 2  | 19 | −17 | 3  |                                       | 0–9 | 0–4     | —                 | —       | —               |         |
| 5  | Grenada           | 4  | 0 | 0 | 4 | 1  | 23 | −22 | 0  |                                       | 1–6 | —       | —                 | 0–2     | —               |         |

| Cộng hòa Dominica                                                                      | 9–0                                 | Grenada |
| -------------------------------------------------------------------------------------- | ----------------------------------- | ------- |
| - Oviedo 4', 12', 52' - Heyaime 6' - Lareo 9', 68' - Kara 49' - Santa 81' - Vargas 86' | Chi tiết (FIFA) Chi tiết (CONCACAF) |         |

| Jamaica                                    | 4–0                                 | Bermuda |
| ------------------------------------------ | ----------------------------------- | ------- |
| - Brown 21' - Carter 30' - Shaw 80', 90+3' | Chi tiết (FIFA) Chi tiết (CONCACAF) |         |

| Quần đảo Cayman | 0–4                                 | Cộng hòa Dominica                                           |
| --------------- | ----------------------------------- | ----------------------------------------------------------- |
|                 | Chi tiết (FIFA) Chi tiết (CONCACAF) | - Lareo 21' (ph.đ.) - Oviedo 40' - Santa 66' - Dionicio 74' |

| Grenada     | 1–6                                 | Jamaica                                                      |
| ----------- | ----------------------------------- | ------------------------------------------------------------ |
| - Frank 52' | Chi tiết (FIFA) Chi tiết (CONCACAF) | - Cameron 28' - Brown 42', 55' - Shaw 45+5', 90' - Keene 73' |

| Bermuda                                                    | 6–0                                 | Quần đảo Cayman |
| ---------------------------------------------------------- | ----------------------------------- | --------------- |
| - Nesbeth 8', 90+3' - Christopher 25', 40', 55' - Dill 66' | Chi tiết (FIFA) Chi tiết (CONCACAF) |                 |

| Grenada | 0–2                                 | Quần đảo Cayman           |
| ------- | ----------------------------------- | ------------------------- |
|         | Chi tiết (FIFA) Chi tiết (CONCACAF) | - Windsor 53' - Godet 86' |

| Cộng hòa Dominica | 1–0                                 | Bermuda |
| ----------------- | ----------------------------------- | ------- |
| - Kara 87'        | Chi tiết (FIFA) Chi tiết (CONCACAF) |         |

| Quần đảo Cayman | 0–9                                 | Jamaica                                                                                  |
| --------------- | ----------------------------------- | ---------------------------------------------------------------------------------------- |
|                 | Chi tiết (FIFA) Chi tiết (CONCACAF) | - Carter 7', 16', 17' - Phillips 12' (l.n.) - Brown 14' - Shaw 54', 56', 65' - McCoy 88' |

| Bermuda                                                                    | 6–0                                 | Grenada |
| -------------------------------------------------------------------------- | ----------------------------------- | ------- |
| - Nesbeth 10', 56', 73' (ph.đ.) - Christopher 23' (ph.đ.), 88' - Davis 78' | Chi tiết (FIFA) Chi tiết (CONCACAF) |         |

| Jamaica                                                  | 5–1                                 | Cộng hòa Dominica |
| -------------------------------------------------------- | ----------------------------------- | ----------------- |
| - Brown 16' - Carter 40' - Cameron 60' - Shaw 79', 90+3' | Chi tiết (FIFA) Chi tiết (CONCACAF) | - González 24'    |

### Bảng D
| VT | Đội         | ST | T | H | B | BT | BB | HS  | Đ  | Giành quyền tham dự                   |     | Panama | El Salvador | Belize | Barbados | Aruba |
| -- | ----------- | -- | - | - | - | -- | -- | --- | -- | ------------------------------------- | --- | ------ | ----------- | ------ | -------- | ----- |
| 1  | Panama      | 4  | 4 | 0 | 0 | 44 | 0  | +44 | 12 | Giải vô địch bóng đá nữ CONCACAF 2022 |     | —      | 2–0         | —      | 5–0      | —     |
| 2  | El Salvador | 4  | 3 | 0 | 1 | 15 | 3  | +12 | 9  |                                       |     | —      | —           | 6–0    | 2–0      | —     |
| 3  | Belize      | 4  | 1 | 1 | 2 | 4  | 15 | −11 | 4  |                                       | 0–8 | —      | —           | —      | 1–1      |       |
| 4  | Barbados    | 4  | 1 | 0 | 3 | 3  | 11 | −8  | 3  |                                       | —   | —      | 0–3         | —      | 3–1      |       |
| 5  | Aruba       | 4  | 0 | 1 | 3 | 3  | 20 | −17 | 1  |                                       | 0–9 | 1–7    | —           | —      | —        |       |

| El Salvador                                                       | 6–0                                 | Belize |
| ----------------------------------------------------------------- | ----------------------------------- | ------ |
| - López 4' - Rodríguez 23', 45+1', 67' - Cerén 55' - K. Reyes 75' | Chi tiết (FIFA) Chi tiết (CONCACAF) |        |

| Panama                                                                         | 5–0                                 | Barbados |
| ------------------------------------------------------------------------------ | ----------------------------------- | -------- |
| - Pinzón 41' (ph.đ.) - Riley 45+1', 47' - Batista 84' (ph.đ.) - Castillo 90+5' | Chi tiết (FIFA) Chi tiết (CONCACAF) |          |

| Aruba         | 1–7                                 | El Salvador                                                                             |
| ------------- | ----------------------------------- | --------------------------------------------------------------------------------------- |
| - Herasme 90' | Chi tiết (FIFA) Chi tiết (CONCACAF) | - Cerén 56' - López 65', 66', 90+3' - Sánchez 70' - García 80' - K. Reyes 90+2' (ph.đ.) |

| Belize | 0–8                                 | Panama                                                                                           |
| ------ | ----------------------------------- | ------------------------------------------------------------------------------------------------ |
|        | Chi tiết (FIFA) Chi tiết (CONCACAF) | - Pinzón 11' (ph.đ.) - Mills 16', 71' - Cedeño 25' (ph.đ.), 36', 86' - De León 45' - Fuentes 52' |

| Barbados                                                       | 3–1                                 | Aruba         |
| -------------------------------------------------------------- | ----------------------------------- | ------------- |
| - Toppin-Herbert 4' - Cyrus 34' (ph.đ.) - Burnett-Griffith 90' | Chi tiết (FIFA) Chi tiết (CONCACAF) | - Susanna 68' |

| Belize               | 1–1                                 | Aruba                 |
| -------------------- | ----------------------------------- | --------------------- |
| - Bowden 33' (ph.đ.) | Chi tiết (FIFA) Chi tiết (CONCACAF) | - Susanna 24' (ph.đ.) |

| El Salvador                  | 2–0                                 | Barbados |
| ---------------------------- | ----------------------------------- | -------- |
| - López 1' - Yard 16' (l.n.) | Chi tiết (FIFA) Chi tiết (CONCACAF) |          |

| Aruba | 0–9                                 | Panama                                                                                                |
| ----- | ----------------------------------- | --- |
|       | Chi tiết (FIFA) Chi tiết (CONCACAF) | - Batista 8', 19', 45' - Riley 30' - Rangel 34' - Cox 44' (ph.đ.), 64' - Hernández 55' - Leonards 68' |

| Barbados | 0–3                                 | Belize                            |
| -------- | ----------------------------------- | --------------------------------- |
|          | Chi tiết (FIFA) Chi tiết (CONCACAF) | - Casimiro 38' - Brown 55', 90+4' |

| Panama                    | 2–0                                 | El Salvador |
| ------------------------- | ----------------------------------- | ----------- |
| - Yerenis 65' - Riley 78' | Chi tiết (FIFA) Chi tiết (CONCACAF) |             |

### Bảng E
| VT | Đội                         | ST | T | H | B | BT | BB | HS  | Đ  | Giành quyền tham dự                   |      | Haiti | Cuba | Honduras | Saint Vincent và Grenadines | Quần đảo Virgin thuộc Anh |
| -- | --------------------------- | -- | - | - | - | -- | -- | --- | -- | ------------------------------------- | ---- | ----- | ---- | -------- | --------------------------- | ------------------------- |
| 1  | Haiti                       | 4  | 4 | 0 | 0 | 44 | 0  | +44 | 12 | Giải vô địch bóng đá nữ CONCACAF 2022 |      | —     | 6–0  | 6–0      | —                           | —                         |
| 2  | Cuba                        | 4  | 2 | 1 | 1 | 17 | 6  | +11 | 7  |                                       |      | —     | —    | 0–0      | 3–0                         | —                         |
| 3  | Honduras                    | 4  | 2 | 1 | 1 | 6  | 7  | −1  | 7  |                                       | —    | —     | —    | 2–1      | 4–0                         |                           |
| 4  | Saint Vincent và Grenadines | 4  | 1 | 0 | 3 | 6  | 17 | −11 | 3  |                                       | 0–11 | —     | —    | —        | 5–1                         |                           |
| 5  | Quần đảo Virgin thuộc Anh   | 4  | 0 | 0 | 4 | 1  | 44 | −43 | 0  |                                       | 0–21 | 0–14  | —    | —        | —                           |                           |

| Cuba                                | 3–0                                 | Saint Vincent và Grenadines |
| ----------------------------------- | ----------------------------------- | --------------------------- |
| - Lee 19' - Moreno 35' - Peláez 74' | Chi tiết (FIFA) Chi tiết (CONCACAF) |                             |

| Haiti                                                                               | 6–0                                 | Honduras |
| ----------------------------------------------------------------------------------- | ----------------------------------- | -------- |
| - Surpris 15' - K. Louis 20' - B. Louis 33' (ph.đ.), 50' - Borgella 42' - Jeudy 56' | Chi tiết (FIFA) Chi tiết (CONCACAF) |          |

| Quần đảo Virgin thuộc Anh | 0–14                                | Cuba |
| ------------------------- | ----------------------------------- | --- |
|                           | Chi tiết (FIFA) Chi tiết (CONCACAF) | - Peláez 10', 23', 45' - Lee 26', 32', 39', 56', 63', 83' - Valdez 57', 79' - M. Pérez 68' - Palma 77' - Núñez 87' |

| Saint Vincent và Grenadines | 0–11                                | Haiti |
| --------------------------- | ----------------------------------- | --- |
|                             | Chi tiết (FIFA) Chi tiết (CONCACAF) | - Borgella 20', 51', 76', 90' - Jeudy 22' - K. Louis 34' (ph.đ.) - Pierre-Jerome 44', 65' - Moryl 61' - Surpris 80' - Éloissaint 81' |

| Honduras                                           | 4–0                                 | Quần đảo Virgin thuộc Anh |
| -------------------------------------------------- | ----------------------------------- | ------------------------- |
| - Díaz 27' - Moncada 47' - Haylock 75' - López 77' | Chi tiết (FIFA) Chi tiết (CONCACAF) |                           |

| Saint Vincent và Grenadines                                                   | 5–1                                 | Quần đảo Virgin thuộc Anh |
| ----------------------------------------------------------------------------- | ----------------------------------- | ------------------------- |
| - A. Richards 7' - Hooper 14' - Wyllie 33' - Delpeche 66' - K. Richards 90+3' | Chi tiết (FIFA) Chi tiết (CONCACAF) | K. Richards 61' (l.n.)    |

| Cuba | 0–0                                 | Honduras |
| ---- | ----------------------------------- | -------- |
|      | Chi tiết (FIFA) Chi tiết (CONCACAF) |          |

| Quần đảo Virgin thuộc Anh | 0–21                                | Haiti |
| ------------------------- | ----------------------------------- | --- |
|                           | Chi tiết (FIFA) Chi tiết (CONCACAF) | - Borgella 4', 21', 22', 45' - Etienne 6', 35' - Lewis 8' (l.n.) - Dumornay 11', 32' - B. Louis 39', 42', 58', 89' - Mondésir 51' - Éloissant 63', 79' - Jeudy 75' - K. Louis 77' (ph.đ.) - Saint-Félix 84', 87', 90' |

| Honduras                               | 2–1                                 | Saint Vincent và Grenadines |
| -------------------------------------- | ----------------------------------- | --------------------------- |
| - Haylock 26' - Ga. García 53' (ph.đ.) | Chi tiết (FIFA) Chi tiết (CONCACAF) | - Creese 45+2'              |

| Haiti                                                                                     | 6–0                                 | Cuba |
| ----------------------------------------------------------------------------------------- | ----------------------------------- | ---- |
| - Mondésir 23' - Borgella 53' (ph.đ.), 74' - Dumornay 64' - B. Louis 72' - Mena 88' (o.g) | Chi tiết (FIFA) Chi tiết (CONCACAF) |      |

### Bảng F
| VT | Đội                      | ST | T | H | B | BT | BB | HS  | Đ  | Giành quyền tham dự                   |      | Trinidad và Tobago | Guyana | Nicaragua | Dominica | Quần đảo Turks và Caicos |
| -- | ------------------------ | -- | - | - | - | -- | -- | --- | -- | ------------------------------------- | ---- | ------------------ | ------ | --------- | -------- | ------------------------ |
| 1  | Trinidad và Tobago       | 4  | 3 | 1 | 0 | 19 | 3  | +16 | 10 | Giải vô địch bóng đá nữ CONCACAF 2022 |      | —                  | 2–2    | 2–1       | —        | —                        |
| 2  | Guyana                   | 4  | 2 | 2 | 0 | 13 | 2  | +11 | 8  |                                       |      | —                  | —      | 0–0       | 4–0      | —                        |
| 3  | Nicaragua                | 4  | 2 | 1 | 1 | 30 | 2  | +28 | 7  |                                       | —    | —                  | —      | 10–0      | 19–0     |                          |
| 4  | Dominica                 | 4  | 1 | 0 | 3 | 8  | 17 | −9  | 3  |                                       | 0–2  | —                  | —      | —         | 8–1      |                          |
| 5  | Quần đảo Turks và Caicos | 4  | 0 | 0 | 4 | 1  | 47 | −46 | 0  |                                       | 0–14 | 0–7                | —      | —         | —        |                          |

| Guyana                                               | 4–0                                 | Dominica |
| ---------------------------------------------------- | ----------------------------------- | -------- |
| - Alfred 17' - Vincent 26' - Cummings 35' - Desa 64' | Chi tiết (FIFA) Chi tiết (CONCACAF) |          |

| Trinidad và Tobago           | 2–1                                 | Nicaragua      |
| ---------------------------- | ----------------------------------- | -------------- |
| - James 17' - Ka. Forbes 64' | Chi tiết (FIFA) Chi tiết (CONCACAF) | - Flores 90+5' |

| Quần đảo Turks và Caicos | 0–7                                 | Guyana                                                            |
| ------------------------ | ----------------------------------- | ----------------------------------------------------------------- |
|                          | Chi tiết (FIFA) Chi tiết (CONCACAF) | - Hazlewood 10', 40' - Baptiste 30', 72' - El-Masri 48', 61', 84' |

| Dominica | 0–2                                 | Trinidad và Tobago        |
| -------- | ----------------------------------- | ------------------------- |
|          | Chi tiết (FIFA) Chi tiết (CONCACAF) | - James 31' - Serrant 58' |

| Nicaragua | 19–0                                | Quần đảo Turks và Caicos |
| --- | ----------------------------------- | ------------------------ |
| - Aguirre 7' - Pérez 13', 45' - Flores 17', 25', 47', 55', 64', 66' - Humphreys 33' - Rivera 39' - Moreno 50' - Orellana 51' - Flores 57' - Márquez 71' - Silva 76' - Hernández 79' - Gilday 90', 90+1' | Chi tiết (FIFA) Chi tiết (CONCACAF) |                          |

| Dominica                                                                                      | 8–1                                 | Quần đảo Turks và Caicos |
| --------------------------------------------------------------------------------------------- | ----------------------------------- | ------------------------ |
| - K. Samuel 11' - Humphreys 32', 46', 48' - S. Finn 33', 40' - Bertrand 84' - Riah Philip 90' | Chi tiết (FIFA) Chi tiết (CONCACAF) | - Delphin 45+2'          |

| Guyana | 0–0                                 | Nicaragua |
| ------ | ----------------------------------- | --------- |
|        | Chi tiết (FIFA) Chi tiết (CONCACAF) |           |

| Quần đảo Turks và Caicos | 0–13                                | Trinidad và Tobago |
| ------------------------ | ----------------------------------- | --- |
|                          | Chi tiết (FIFA) Chi tiết (CONCACAF) | - Ralph 6', 17', 82' - Hutchinson 14' - Ka. Forbes 33', 45' - Stoute 35' - Hinds 41' - Matouk 49', 66' - Campbell 72' (ph.đ.), 86' - Serrant 75' |

| Trinidad và Tobago                   | 2–2                                 | Guyana              |
| ------------------------------------ | ----------------------------------- | ------------------- |
| - James 48' (ph.đ.) - Hutchinson 90' | Chi tiết (FIFA) Chi tiết (CONCACAF) | - Cummings 45', 82' |

| Nicaragua | 10–0                                | Dominica |
| --- | ----------------------------------- | -------- |
| - Y. Flores 2', 19', 31', 53' - Rivera 14' - Gilday 25' - Hernández 49' - N. Silva 58' - Humphreys 71' - M. Silva 87' | Chi tiết (FIFA) Chi tiết (CONCACAF) |          |

## Cầu thủ ghi bàn
Đã có 362 bàn thắng ghi được trong 60 trận đấu, trung bình 6.03 bàn thắng mỗi trận đấu.
11 bàn thắng
- Roselord Borgella
- Yessenia Flores

9 bàn thắng
- Khadija Shaw

8 bàn thắng
- Batcheba Louis

7 bàn thắng
- Yeranis Lee

6 bàn thắng
- Raquel Rodríguez
- Katty Martínez

5 bàn thắng
- LeiLanni Nesbeth
- Nia Christopher
- Yoselyn López
- Trudi Carter
- Jody Brown
- Alicia Cervantes
- Karina Socarrás

4 bàn thắng
- Priscila Chinchilla
- Rachel Peláez
- Alyssa Oviedo
- Roseline Éloissant
- Melchie Dumornay
- Stephany Mayor
- Laurie Batista
- Karla Riley
- Ravalcheny van Ommeren

3 bàn thắng
- Starr Humphreys
- Manuela Lareo
- Mara Rodríguez
- Andrea Álvarez
- María Monterroso
- Mariam El-Masri
- Sydney Cummings
- Kethna Louis
- Mikerline Saint-Félix
- Maricarmen Reyes
- Diana Ordóñez
- Jaclyn Gilday
- Lineth Cedeño
- Nickolette Driesse
- Phoenetia Browne
- Jahzara Claxton
- Karyn Forbes
- Chelcy Ralph
- Asha James

2 bàn thắng
- Kai Jacobs
- Vanessa Susanna
- Jayda Brown
- Katherine Alvarado
- Mariana Benavides
- Carolina Venegas
- Eliane Valdez
- Sari Finn
- Vanessa Kara
- Winifer Santa
- Brenda Cerén
- Karen Reyes
- Celsa Cruz
- Leslie Ramírez
- Aisha Solórzano
- Cameo Hazlewood
- Hannah Baptiste
- Sherly Jeudy
- Milan Pierre-Jerome
- Chelsea Surpris
- Nérilia Mondésir
- Kendra Haylock
- Tiffany Cameron
- Rebeca Bernal
- Carolina Jaramillo
- Lizbeth Ovalle
- Myra Delgadillo
- Kesly Pérez
- Lilieth Rivera
- Reyna Hernández
- Nathaly Silva
- Yorcelly Humphreys
- Natalia Mills
- Yomira Pinzón
- Marta Cox
- Yerenis De León
- Laura Suárez
- Cristina Torres
- Brittney Lawrence
- Ellie Stokes
- Andaya Lantveld
- Raenah Campbell
- Maya Matouk
- Maria-Frances Serrant
- Lauryn Hutchinson

1 bàn thắng
- Kiomy Luperon
- Mikhaila Bowden
- Shendra Casimiro
- Cheyanna Burnett-Griffith
- Rianna Cyrus
- Soraya Toppin-Herbert
- Keunna Dill
- Victoria Davis
- Neesah Godet
- Shayana Windsor
- Melissa Herrera
- Gloriana Villalobos
- Fabiola Villalobos
- María Salas
- Cristin Granados
- Shirley Cruz
- Laura Moreno
- Eunises Núñez
- Yerly Palma
- María Pérez
- Taïsha Hansen
- Riesmarly Tokaay
- Kylee Bertrand
- Briyanna Philip
- Kasika Samuel
- Giovanna Dionicio
- Daphne Heyaime
- Angelina Vargas
- Kathrynn González
- Stephanie García
- Victoria Sánchez
- Roneisha Frank
- Vivian Herrera
- Elisa Texaj
- Gloria Aguilar
- María Contreras
- Shanice Alfred
- Annalisa Vincent
- Danielle Étienne
- Maudeline Moryl
- Kimberly Díaz
- Linda Moncada
- Kimberly López
- Gabriela García
- Alika Keene
- Kayla McCoy
- Diana García
- Casandra Montero
- Jimena López
- María Sánchez
- Jansy Aguirre
- Lisbeth Moreno
- Natalie Orellana
- Sheyla Flores
- Nuria Márquez
- Martha Silva
- Katherine Castillo
- Yeisi Fuentes
- Kenia Rangel
- Érika Hernández
- Gabriela Leonards
- Jill Aguilera
- Iyanla Bailey-Williams
- Cloey Uddenberg
- Caroline Springer
- Dionte Delpeche
- Areka Hooper
- Annesta Richards
- Kitanna Richards
- Kristiane Wyllie
- Denella Creese
- Amy Banarsie
- Katoucha Patra
- Rowena Ondaan
- Naomi Pique
- Liana Hinds
- Cecily Stoute
- Kadine Delphin

1 bàn phản lưới nhà
- Shadwa Richardson (trong trận gặp Puerto Rico)
- Ianisha Carty (trong trận gặp Puerto Rico)
- Alyssa Yard (trong trận gặp El Salvador)
- Tamoy Phillips (trong trận gặp Jamaica)
- Yarisleidy Mena (trong trận gặp Haiti)
- Britney Stoute (trong trận gặp Guyana)
- Kitanna Richards (trong trận gặp Quần đảo Virgin thuộc Mỹ)
- Rowena Ondaan (trong trận gặp México)

## Các đội tuyển đã vượt qua vòng loại
8 đội sau đủ điều kiện cho giải đấu cuối cùng.
| Đội                | Tư cách vượt qua vòng loại | Ngày vượt qua vòng loại   |
| ------------------ | -------------------------- | ------------------------- |
| Hoa Kỳ             | Tự động                    | ngày 10 tháng 12 năm 2020 |
| Canada             | Tự động                    | ngày 10 tháng 12 năm 2020 |
| México             | Nhất bảng A                | ngày 12 tháng 4 năm 2022  |
| Costa Rica         | Nhất bảng B                | ngày 12 tháng 4 năm 2022  |
| Jamaica            | Nhất bảng C                | ngày 12 tháng 4 năm 2022  |
| Panama             | Nhất bảng D                | ngày 12 tháng 4 năm 2022  |
| Haiti              | Nhất bảng E                | ngày 12 tháng 4 năm 2022  |
| Trinidad và Tobago | Nhất bảng F                | ngày 12 tháng 4 năm 2022  |